# Ancuza Aprodu
Ancuza Aprodu est une pianiste française d'origine roumaine, spécialisée dans la musique contemporaine mais également dans le répertoire classique et romantique. 
Elle est régulièrement invitée en tant que soliste concertiste par divers orchestres et dans différents festivals internationaux et salles de concerts[réf. nécessaire].

## Créations
2025
- Anthony Durand : 
  - Ave Maria (piano solo, choeur et orchestre)

2024
- Claude Hermitte : 
  - Plupart du temps (recueil de mélodies pour baryton et piano)
- Jacques de la Presle : 
  - Andante Religioso (violon et piano)

2023
- Enrico Correggia : 
  - Wen es Winter est (voix, cor et piano)
  - Traumgekrönt (voix, cor et piano)
  - Soupir (voix, violon et piano)
  - Lontananza (cor, violon et piano)
  - In Abendrot (voix, cor et piano)
- Rita Portera : 
  - Il risveglio del vento (voix, clarinette et piano)
- Gilberto Bosco : 
  - Un verso (voix et piano)

2022
- Daniel Teruggi : E basta cosi! (pour piano et bande)
- Enrico Correggia : 
  - Erlkönig (voix et piano)
  - You, wind of March (voix et piano)
  - Ephemera (voix, violon et piano)
- Bernard de Vienne : Cendres (quintette avec piano)

2021
- Philippe Manoury : Mouvements  (concerto pour piano solo et ensemble)
- Enrico Correggia : Passerò per piazza di Spagna (voix et piano)
- Andrea Turchetto : The night you slept (voix et piano)
- Gianluca Cascioli : Notturno (voix et piano)

2020
- Enrico Correggia : 
  - You, dappled smile (voix et piano)
  - Hai un sangue, un respiro (voix et piano)
  - Verrà la morte e avrà i tuoi occhi (voix et piano)
  - The cas Will know (voix et piano)
  - Last Blues (voix et piano)
- Antonello Lerda : Sei la terra e la morte  (voix et piano)
- Rita Portera : In the morning you always come back  (voix et piano)

2019
- Bernard de Vienne : L'étoffe des rêves (concerto pour piano et orchestre)

2017
- Gérard Zinsstag : Masques (neuf scènes pour piano solo et orchestre)
- Jean-Marc Jouve : Coups d'ailes (piano solo)

2016
- Enrico Correggia : Già vaneggiamo abissi (concerto pour piano solo et orchestre de chambre)
- François Paris : Maria Republica (opéra pour 7 chanteurs, ensemble de 15 musiciens et électronique)

2015
- Violeta Dinescu : Eikon (piano)
- Jean-Marc Jouve : Écume de feu (piano)

2014
- Andrade Jorge : Juegos y figuraciones (piano)
- Christina Viola Oorebeek (nl) : Après la promenade (piano)
- Tedde Giorgio : La fabbrica infuocata

2013
- Chee-Kong Ho : Light Dances
- Correggia Enrico : Car je cherche le vide (5 voix et piano)
- Gavazza Giuseppe : Tasti bloccati (piano à 4 mains)
- Veglio Enrico : Berceuse

2012
- Frank Andreas : Nights Out
- Lee EunJi : ohne Titel

2011
- Colla Alberto : 11-14 agosto 1861
- Gavazza Giuseppe : Unione
- Perez Tedesco Fabian : Sant’Ambrogio

2010
- Antignani Luca : Nome-Non nome (6 voix et piano)
- Arce Sejas Gaston (en) : Sahasrara
- Bellino Alessandra : S’apri acqua di roccia (6 voix et piano)
- Correggia Enrico : Voce ancora umana (6 voix et piano)
- Gardella Federico : Im Freien zu singen (6 voix et piano)
- Alessandro Magini (it) : Per nome (6 voix et piano)
- Alessandro Solbiati (it) : Durissimo Silenzio (6 voix et piano)

2009
- Perez Velasquez Ileana : Light Echoes
- Sipus Berislav : La lumière d’Aamarath, l’étoile... changée...
- Vayo David : Orion

2008
- Augier Hervé : Ulysse 2
- François Renaud : Lever de soleil
- Garcia Orlando : September 2007, Remembering Morty
- Daniel Teruggi : Autumn Song

2007
- Boero Leonardo : Parties diverses
- Colla Alberto : Abissus abissum invocat
- Maeda Katsuji : P-squared
- Nakamura Hiroshi : Black Musik
- Pascal Michel : A feu doux
- Yokoyama Katsumi : Esquisse - La fontaine de la flamme

2006
- Andres Daniel : Musik für klavier und schlagzeug
- Gut Ursula : EspaCieux
- Schweizer Alfred : Étincelles

2005
- Correggia Enrico : 
  - Il grande giorno della sua collera (concerto pour piano et orchestre)
  - L’Homme et la Mer
  - Hommage : Drinnen den Alpen
- Dantas Paulo : Aparência
- Jean-Luc Darbellay : Al furioso
- Dominique Lemaître : Échos des cinq éléments (piano)
- Manzolli Jonatas : Rabiscos: Treliças IV
- Doina Rotaru : Dvandva
- Dmitri Yanov-Yanovsky : Fragments from a Diary
- Willy Merz : Essais cinématographiques (pour pno, perc, cl, cb et électronique)

2004
- Eric_Chasalow (en) : Trois espaces du son
- Hugues Dufourt : L’Origine du monde (concerto pour piano et ensemble)
- Olav Lervik : Les caractères artificiels (piano)

2003
- AA.VV. : El viaje de Ulises
- Arce Sejas Gaston : Sonata 5 op.42
- Michael Blake (en) : Ways of the Dance
- Blazej Dowlasz : Faux Pas
- Pere Llompart : Invention
- Andrea Morricone : Spazi 2
- Alfred Peschek : Wenn die Flöte verstummt...

2002
- Giorgio Colombo Taccani : Stati d’animo
- Diogène Rivas : Numerus Principorum

2001
- Robert Engelbrecht : Aglio e olio
- Richard Festinger : Construction en Métal et Bois
- Sascha Lemke : Chutes
- Alfred Peschek : Meditation for percussion and piano
- Alessandro Solbiati : By my window II (concerto pour piano et ensemble)
- Roger Tessier : Samsara

2000
- Hayden T. Sam : Bleeding Chunk
- Jurgutis Vytautas : Fractals
- Dominique Lemaître : Al Uzza
- Maceda Jose : Music for 2 pianos and 4 percussions
- Jean-Claude Risset : Rebonds I
- Stahnke Manfred : Temps Imaginaire/Réel
- Strobl Bruno : Falsche Prophezeiungen
- Roger Tessier : Samsara (1er version
- Nadir Vassena : Fuori era ancora notte...

1999
- Dieter Acker : 
  - 2 Reliefs
  - Aber die Winter!
- Klaus Ager : Modos V
- François Bousch : 
  - Éclipses (piano)
  - T’Ong Jen
- Beppe Cantarelli : Nur wer die Leier
- Enrico Correggia : 
  - Urizen (concerto pour piano, percussion et orchestre)
  - L’Ombra di Urizen
  - Come vasto l’abisso
  - Das Einhorn
- Hilger Jung : Associations
- Francis Miroglio : 
  - Lettre à une amie venithienne
  - Pulsars 2
- Alessandro Solbiati : 
  - Immer wieder
  - Prologo e Quattro pezzi
- Benoît Tarjabayle : Sextuor
- Daniel Teruggi : Phonic Streams
- Josepba Torre : Musique de chambre II

1998
- Dieter Acker : 
  - Scene spezzate
  - Sonate
- Giovanni Cima : Nel bagliore di un raggio
- Giuseppe Gavazza : Sacro
- Octavio Lopez : Ensaio de um drama
- Paolo Manfrin : Verso Avverso in Sacro Monte
- Hiroshi Nakamura : 
  - ...e quindi uscimmo a riveder le stelle
  - Der Stachel des Todes

1997
- Marco Chiappero : Variazioni
- Alessandro Magini : Evoé

1996
- Enrico Correggia : Ilyan -l’Aurora
- Olivier Lefebvre : Ombres Bleues/Ambres

1995
- Francesco Caturano : Viaggio d’Icaro in Alcantara (piano solo)
- Enrico Correggia : Ilyan (piano solo)

## Discographie
- The Four Seasons : D. Teruggi, Megadisc 2015[1], 4 étoiles chez Classica décembre 2015
- Feather, breath, mirror : E. Chasalow, Suspicious Motives Records 2014
- Frasi nella luce nascente : M. Luzzi, six voix solistes et piano, dir A. Goudard, EMA records 2014
- Sahasrara : G.Arce Sejas, Ensemble PETRA, Orchestra Sinfonica Nacional de Bolivia, A. Aprodu piano, Th. Miroglio perc, Autodetermination , La PAZ, Bolivia 2013
- Les Météores : H. Dufourt, EOC, dir. D. Kawka, sismal records/ MFA 2009, diapason d'or 2009[2], nommé aux Victoires de la musique 2010[réf. nécessaire]
- By my windows : A. Solbiati, EOC, dir. D. Kawka, Stradivarius 2004, ref. STR33681)
- Litanie du soleil - D. Lemaître, Cig’art 2002, ref. CIGARTCD0201, coup de cœur Charles Cros[3]
- Teruggi/Raynaud/Tessier : Maîtrise de Chartres, J. Leber vl, A. Aprodu piano, Th. Miroglio perc, ACLAMA 2002, collaboration du GRM